# Luna (groupe)
Pour les articles homonymes, voir Luna.
Luna est un groupe de rock, dream pop et indie pop américain, originaire de New York. Il est formé en 1991 par Dean Wareham après la dissolution de Galaxie 500, avec Stanley Demeski et Justin Harwood (Demeski appartenait aux Feelies, et Harwood aux Chills en Nouvelle-Zélande). Ils annoncent leur séparation en 2004, et donnent leur dernier concert au Bowery Ballroom à New York, le 28 février 2005.
À la fin 2014, le groupe annonce sa reformation, et entame plusieurs séries de contacts[Lesquels ?] aux États-Unis et en Europe. Il sort ensuite à nouveau des disques.

## Biographie
En 1991, après la fin de la tournée américaine de Galaxie 500 en soutien aux Cocteau Twins, Dean Wareham révèle à ses compagnons Damon Krukowski et Naomi Yang son envie de quitter le groupe. Wareham signe ensuite un contrat d'essai chez Elektra Records et enregistre plusieurs chansons avec le batteur de Mercury Rev, Jimmy Chambers. Terry Tolkin, A&R d'Elektra, impressionné par les performances de Wareham le signe avec Elektra, et il commence à former un groupe. Il recrute d'abord Justin Harwood, qu'il a rencontre alors que Harwood jouait avec The Chills, puis recrute le batteur Byron Guthrie (ex-Ultra Vivid Scene). 
Le trio enregistre des démos (produites par Dave Fridmann) et joue quelques dates avec le guitariste de Mercury Rev, Grasshopper. Guthrie  est remplacé par Stanley Demeski, et cette formation enregistre un premier album, Lunapark, produit par Fred Maher et publié par Elektra sous le nom de Luna² pour éviter toute confusion avec le musicien de new-age Luna (un accord sera plus tard trouvé entre les deux partis pour l'usage du nom par le groupe). Plus tard, ils enregistrent un deuxième album, Bewitched à New York, co-produit avec Victor Van Vugt. Le guitariste des Velvet Underground, Sterling Morrison, joue sur deux morceaux. L'album est publié en 1994.
En 1995, le groupe entre au studio Sorcerer Sound de New York avec producteur Pat McCarthy et l'ingénieur-son Mario Salvati pour enregistrer un troisième album, Penthouse. L'album fait participer Tom Verlaine, guitariste de Television sur les morceaux Moon Palace et 23 Minutes in Brussels. L'album et publié en août 1995 et bien accueilli, Rolling Stone le déclarant l'un des albums essentiels des années 1990. L'album reprend Bonnie and Clyde de Serge Gainsbourg en chanson bonus cachée.
En 1999, le groupe enregistre The Days of Our Nights pour Elektra, mais le label décline l'album ne le jugeant pas commercialement viable et renvoie le groupe. L'album est finalement publié au label Jericho Records.  Avant la sortie de l'album, Justin Harwood quitte le groupe, et est remplacé par Britta Phillips. Phillips et Wareham tombent amoureux, entrainant ainsi le divorce de Wareham avec son actuel compagnon ; le nouveau couple se marie. Après la sortie de Luna Live (2001), Romantica (2002) et Rendezvous (2004), Luna annonce une dernière tournée, et séparation après un concert au Bowery Ballroom, le 28 février 2005.
En 2012, Sean Eden se joint à une performance de Dean et Britta au Shine A Light Festival de Brooklyn. En 2014, Dean Wareham annonce sur Twitter le retour de Luna pour une tournée espagnole en 2015, puis aux États-Unis. En 2017, Luna annonce de nouveaux albums, A Sentimental Education, et un EP instrumental, A Place of Greater Safety.

## Discographie
- 1992 : Lunapark
- 1994 : Bewitched
- 1995 : Penthouse
- 1997 : Pup Tent
- 1999 : The Days of Our Nights
- 2001 : Luna Live [live]
- 2002 : Romantica
- 2004 : Rendezvous
- 2006 : Best of Luna
- 2017 : A Sentimental Education
- Lunafied (disponible uniquement en téléchargement)